# Ternstroemia
Ternstroemia är ett släkte av tvåhjärtbladiga växter. Ternstroemia ingår i familjen Pentaphylacaceae.
Carl von Linné gav släktet dess namn för att hedra minnet av lärjungen Christoffer Tärnström (1711–1746), som avled under en resa till Asien.

## Bildgalleri

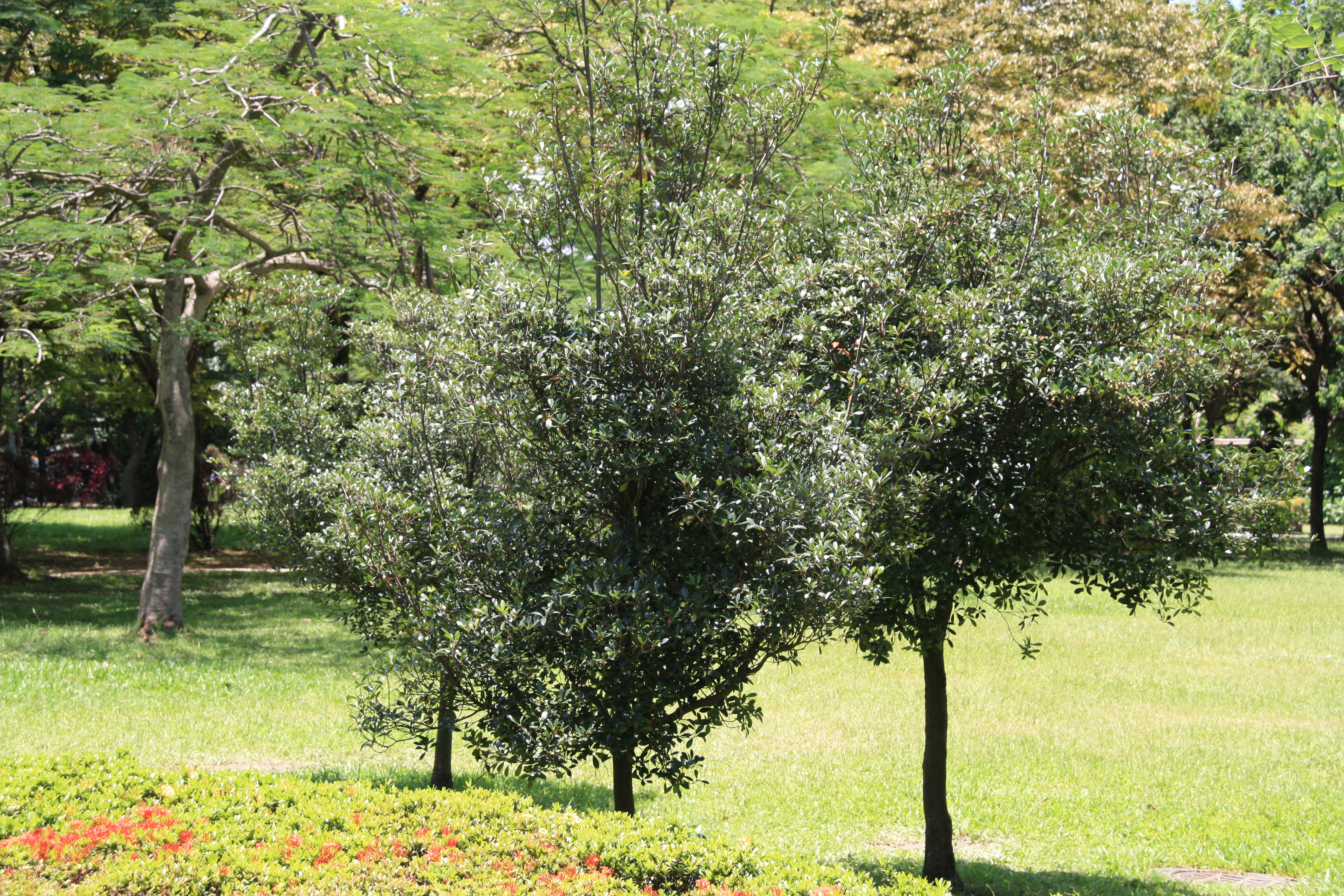
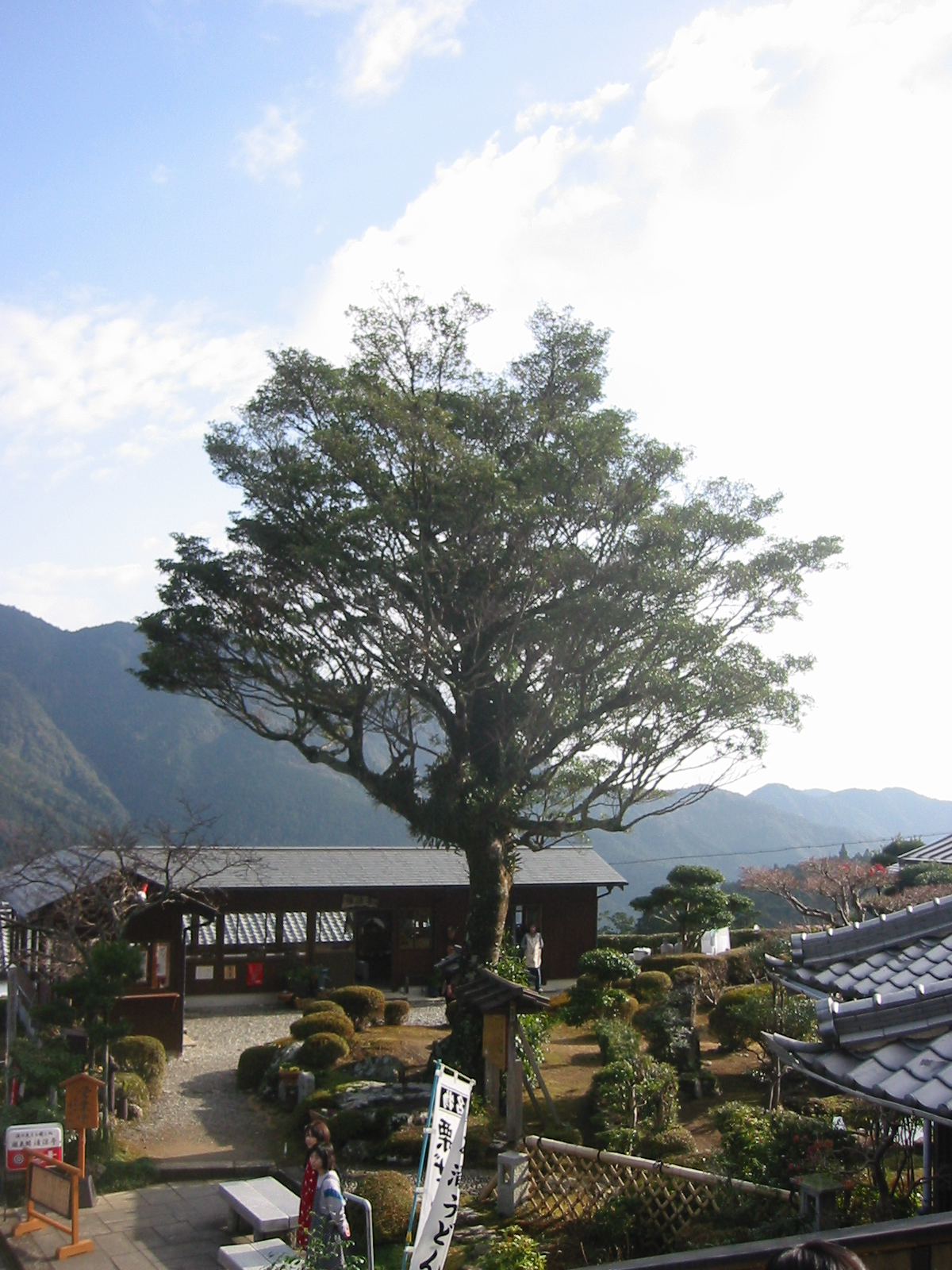
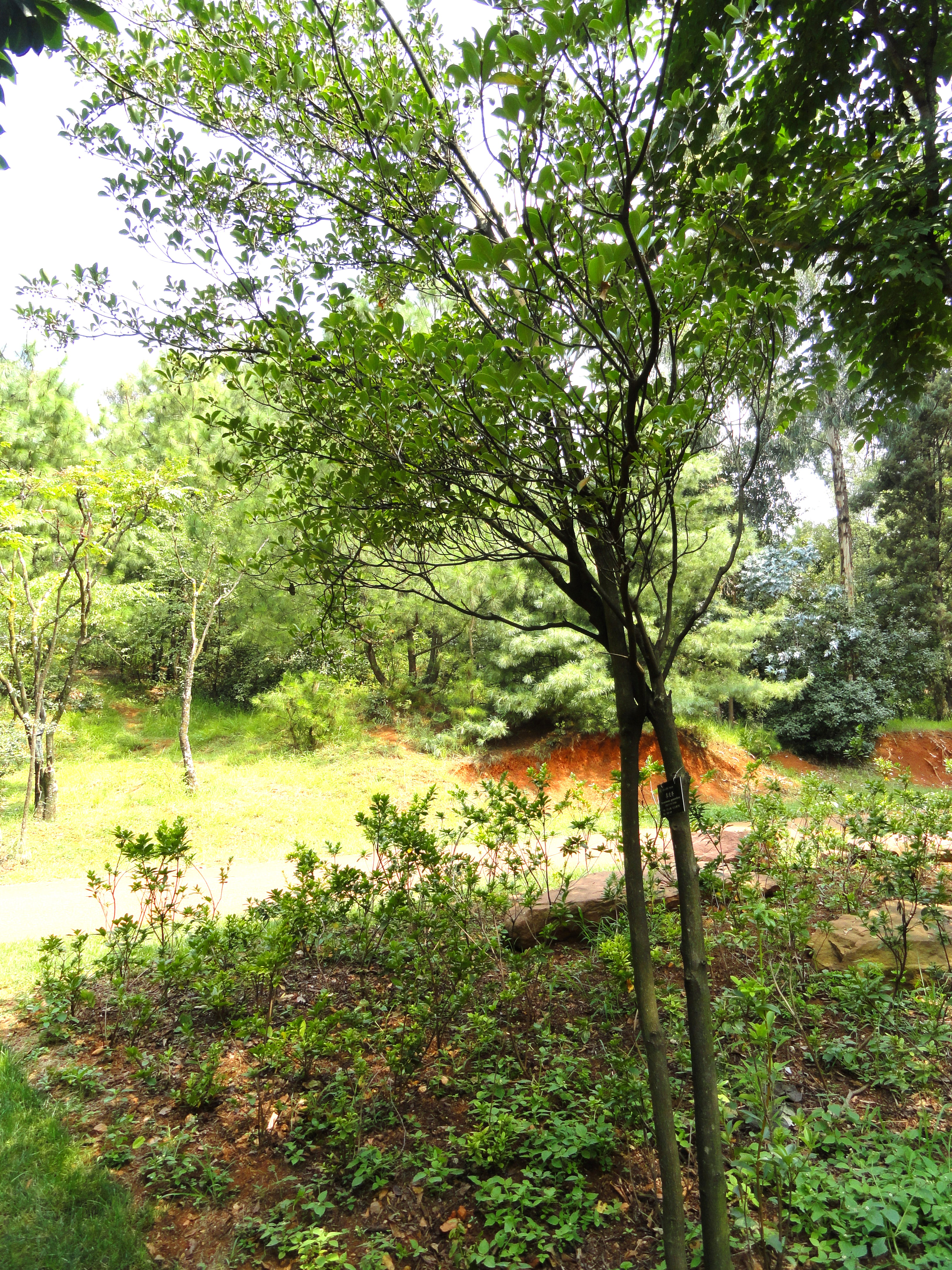
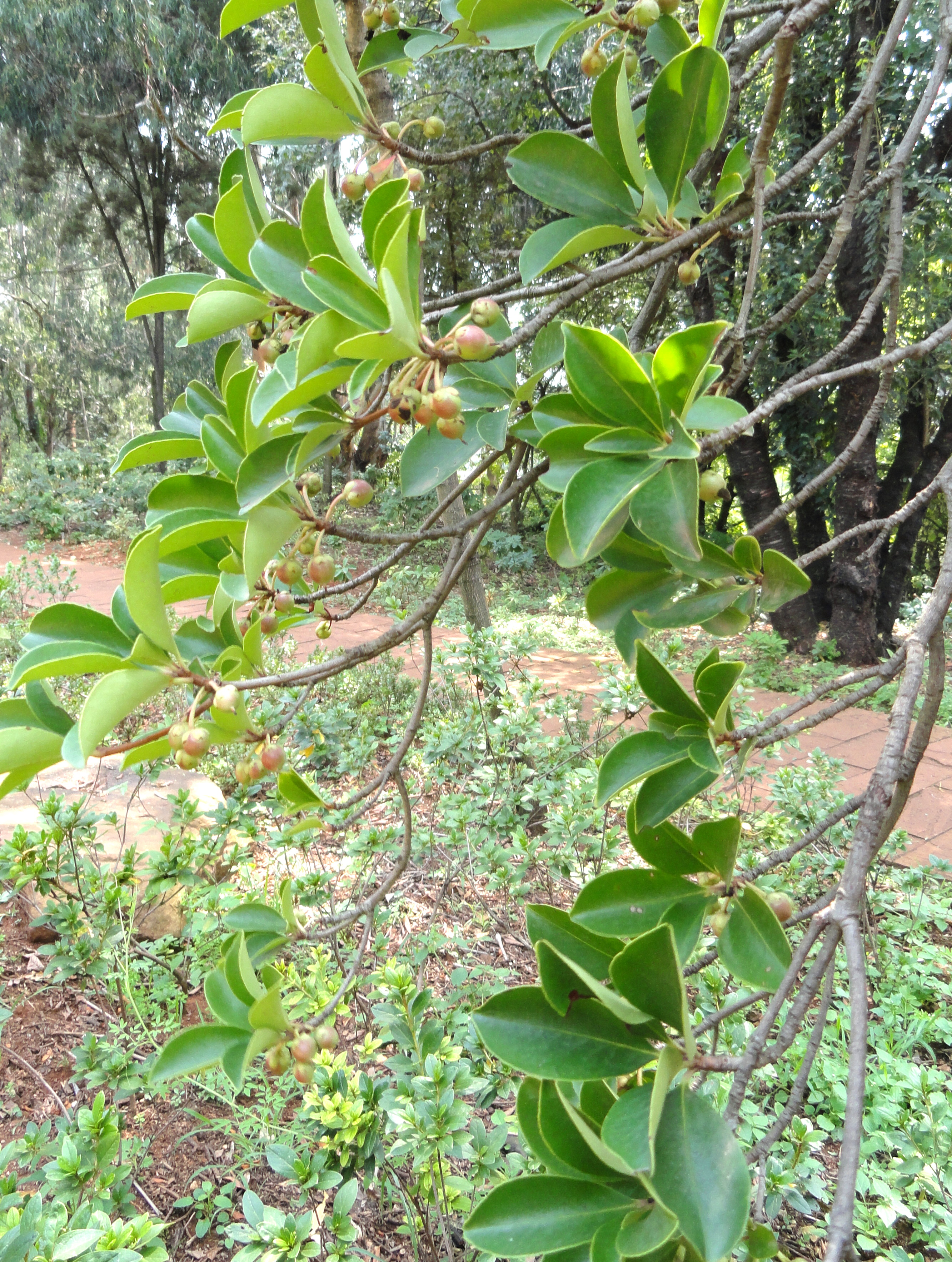
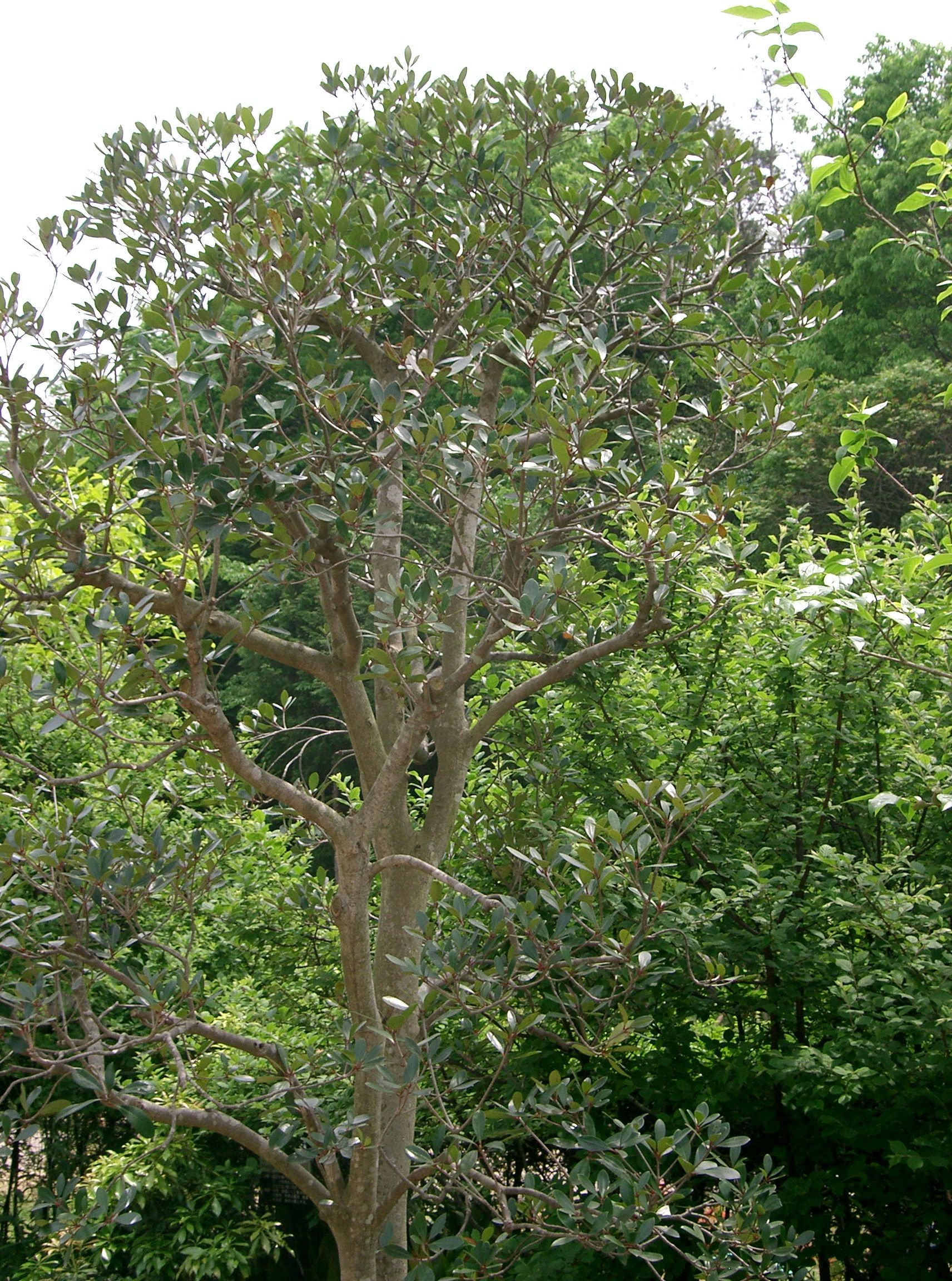
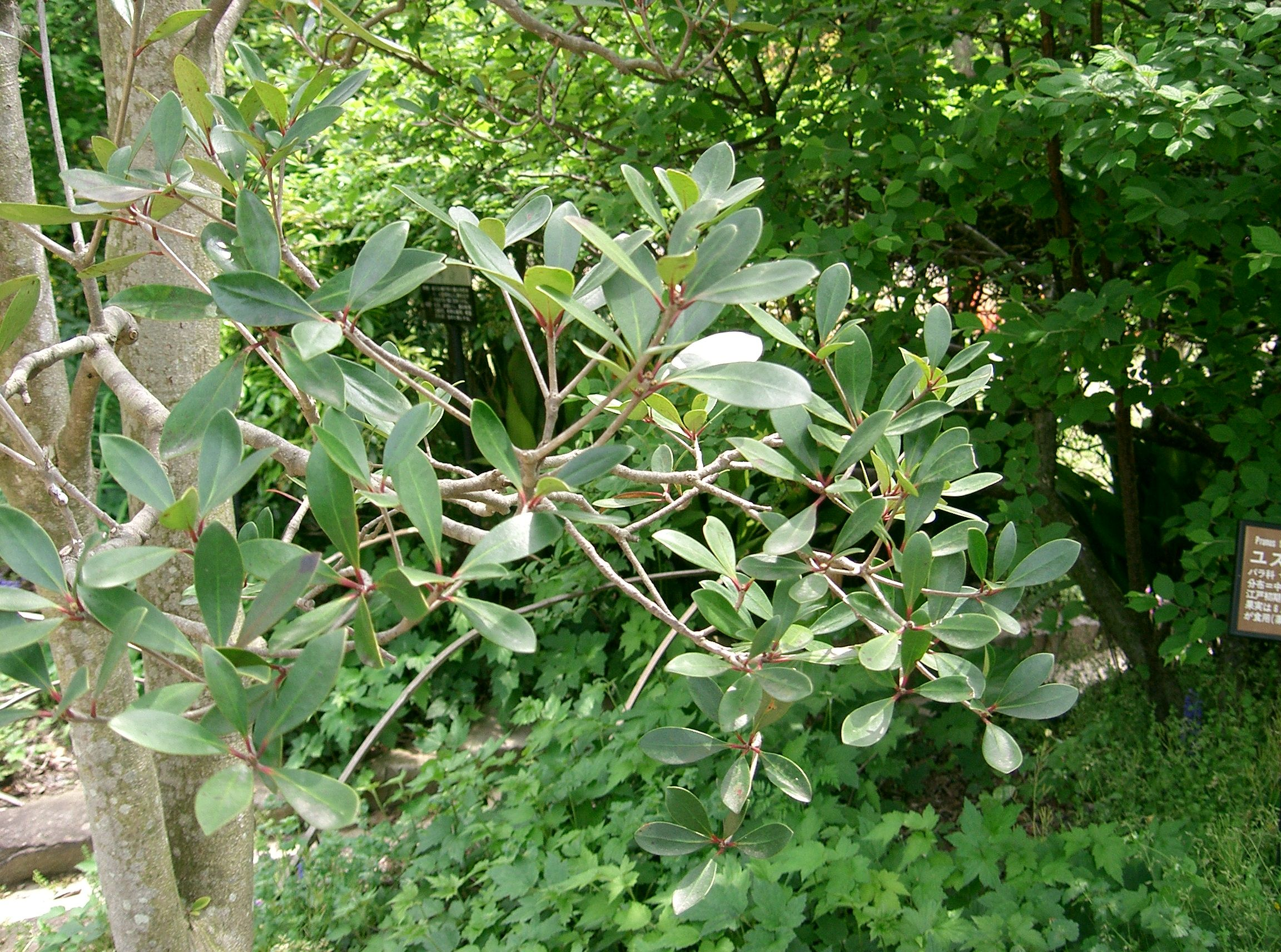

## Dottertaxa tillTernstroemia, i alfabetisk ordning[1]
- Ternstroemia acrodantha
- Ternstroemia acuminata
- Ternstroemia africana
- Ternstroemia alnifolia
- Ternstroemia aracae
- Ternstroemia asymmetrica
- Ternstroemia bancana
- Ternstroemia baracoensis
- Ternstroemia barkeri
- Ternstroemia beccarii
- Ternstroemia biangulipes
- Ternstroemia borbensis
- Ternstroemia brachypoda
- Ternstroemia brasiliensis
- Ternstroemia brevistyla
- Ternstroemia britteniana
- Ternstroemia browniana
- Ternstroemia bullata
- Ternstroemia buxifolia
- Ternstroemia calycina
- Ternstroemia camelliaefolia
- Ternstroemia campinicola
- Ternstroemia candolleana
- Ternstroemia carinata
- Ternstroemia carnosa
- Ternstroemia cernua
- Ternstroemia chapaensis
- Ternstroemia cherryi
- Ternstroemia circumscissilis
- Ternstroemia citrina
- Ternstroemia cleistogama
- Ternstroemia clusiifolia
- Ternstroemia congestiflora
- Ternstroemia coniocarpa
- Ternstroemia corneri
- Ternstroemia crassifolia
- Ternstroemia cuneifolia
- Ternstroemia dehiscens
- Ternstroemia delicatula
- Ternstroemia dentata
- Ternstroemia denticulata
- Ternstroemia dentisepala
- Ternstroemia discoidea
- Ternstroemia discolor
- Ternstroemia distyla
- Ternstroemia duidae
- Ternstroemia dura
- Ternstroemia elliptica
- Ternstroemia emarginata
- Ternstroemia evenia
- Ternstroemia flavescens
- Ternstroemia foetida
- Ternstroemia gitingensis
- Ternstroemia glandulosa
- Ternstroemia gleasoniana
- Ternstroemia globiflora
- Ternstroemia glomerata
- Ternstroemia gracilifolia
- Ternstroemia grandiosa
- Ternstroemia granulata
- Ternstroemia guanchezii
- Ternstroemia gymnanthera
- Ternstroemia habbemensis
- Ternstroemia hainanensis
- Ternstroemia hartii
- Ternstroemia heptasepala
- Ternstroemia hosei
- Ternstroemia houtsoortiana
- Ternstroemia howardiana
- Ternstroemia huasteca
- Ternstroemia insignis
- Ternstroemia japonica
- Ternstroemia jelskii
- Ternstroemia kanehirai
- Ternstroemia killipiana
- Ternstroemia kjellbergii
- Ternstroemia klugiana
- Ternstroemia krukoffiana
- Ternstroemia kwangtungensis
- Ternstroemia laevigata
- Ternstroemia landae
- Ternstroemia ledermannii
- Ternstroemia lineata
- Ternstroemia longipes
- Ternstroemia lowii
- Ternstroemia luquillensis
- Ternstroemia luteoflora
- Ternstroemia maclellandiana
- Ternstroemia macrocarpa
- Ternstroemia magnifica
- Ternstroemia maguirei
- Ternstroemia maltbyi
- Ternstroemia megaloptycha
- Ternstroemia meiocarpa
- Ternstroemia meridionalis
- Ternstroemia merrilliana
- Ternstroemia microcalyx
- Ternstroemia microcarpa
- Ternstroemia microphylla
- Ternstroemia moaensis
- Ternstroemia monostigma
- Ternstroemia montana
- Ternstroemia multiovulata
- Ternstroemia mutisiana
- Ternstroemia nabirensis
- Ternstroemia nashii
- Ternstroemia nitida
- Ternstroemia oleifolia
- Ternstroemia oligostemon
- Ternstroemia pachytrocha
- Ternstroemia palembangensis
- Ternstroemia papuana
- Ternstroemia parviflora
- Ternstroemia patens
- Ternstroemia peduncularis
- Ternstroemia penduliflora
- Ternstroemia philippinensis
- Ternstroemia polyandra
- Ternstroemia polypetala
- Ternstroemia prancei
- Ternstroemia pubescens
- Ternstroemia punctata
- Ternstroemia pungens
- Ternstroemia quinquepartita
- Ternstroemia rehderiana
- Ternstroemia retusifolia
- Ternstroemia robinsonii
- Ternstroemia rostrata
- Ternstroemia rubiginosa
- Ternstroemia schomburgkiana
- Ternstroemia scortechinii
- Ternstroemia selleana
- Ternstroemia serrata
- Ternstroemia sichuanensis
- Ternstroemia simaoensis
- Ternstroemia sogerensis
- Ternstroemia sphondylophora
- Ternstroemia stahlii
- Ternstroemia standleyana
- Ternstroemia steyermarkii
- Ternstroemia subcaudata
- Ternstroemia subserrata
- Ternstroemia subsessilis
- Ternstroemia sylvatica
- Ternstroemia tepezapote
- Ternstroemia toquian
- Ternstroemia tristyla
- Ternstroemia unilocularis
- Ternstroemia urdanetensis
- Ternstroemia urophora
- Ternstroemia wallichiana
- Ternstroemia verticillata
- Ternstroemia yunnanensis